# Mikiel Anton Vassalli

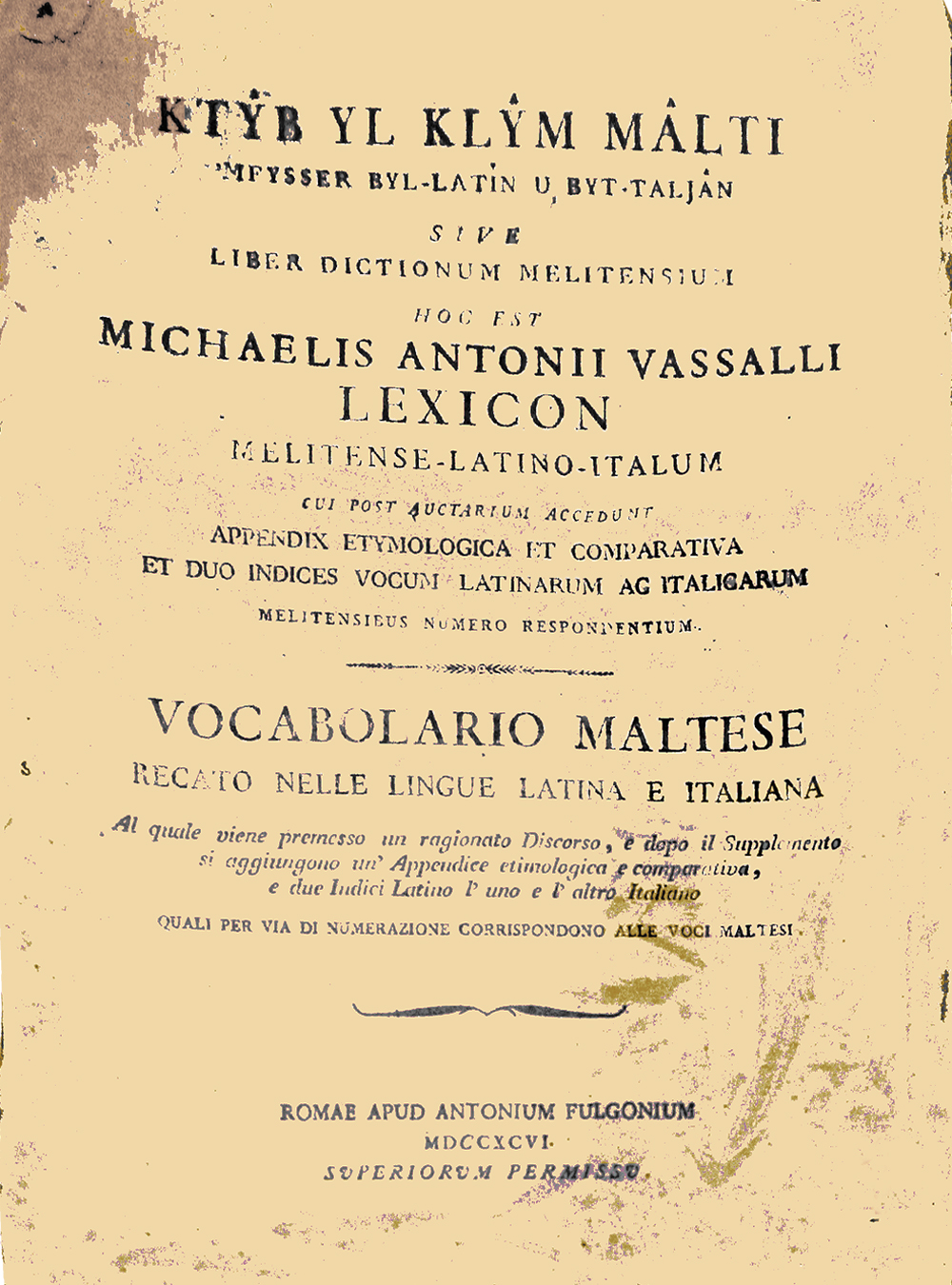
Primera edición de 1796 del Léxico de Mikiel Anton Vassalli

Mikiel Anton Vassalli (Żebbuġ, 5 de marzo de 1764-La Valeta, 12 de enero de 1829) fue un escritor y lingüista de Malta conocido por su aportación y difusión del idioma maltés, sobre todo por su diccionario italiano-latín-maltés Lessico.
Perdió a su padre a los dos años y estudió en la Universidad de Roma La Sapienza.